# العلاقات الساموية الفنزويلية
العلاقات الساموية الفنزويلية هي العلاقات الثنائية التي تجمع بين ساموا وفنزويلا.

## مقارنة بين البلدين
هذه مقارنة عامة ومرجعية للدولتين:
| وجه المقارنة                                              | ساموا                        | فنزويلا                                  |
| --------------------------------------------------------- | ---------------------------- | ---------------------------------------- |
| المساحة (كم2)                                             | 2.84 ألف                     | 916.45 ألف                               |
| عدد السكان (نسمة)                                         | 196.44 ألف                   | 28.87 مليون                              |
| الكثافة السكانية (ن./كم²)                                 | 69.17                        | 31.5                                     |
| العاصمة                                                   | أبيا                         | كاراكاس                                  |
| اللغة الرسمية                                             | لغة إنجليزية، اللغة الساموية | اللغة الإسبانية، لغة الإشارة الفنزويلية ‏ |
| العملة                                                    | تالا ساموي                   | بوليفار فنزويلي                          |
| الناتج المحلي الإجمالي (بليون دولار)                      | 856.63 مليون                 | 482.36 مليار                             |
| الناتج المحلي الإجمالي (تعادل القوة الشرائية) بليون دولار | 1.15 مليار                   |                                          |
| الناتج المحلي الإجمالي الاسمي للفرد دولار أمريكي          | 3.94 ألف                     |                                          |
| الناتج المحلي الإجمالي للفرد دولار أمريكي                 | 5.79 ألف                     |                                          |
| مؤشر التنمية البشرية                                      | 0.702                        | 0.762                                    |
| رمز المكالمات الدولي                                      | +685                         | +58                                      |
| رمز الإنترنت                                              | .ws                          | .ve                                      |
| المنطقة الزمنية                                           | ت ع م+13:00                  | 00                                       |

## منظمات دولية مشتركة
يشترك البلدان في عضوية مجموعة من المنظمات الدولية، منها:
| علم المنظمة | اسم المنظمة                        | تاريخ انضمام ساموا | تاريخ انضمام فنزويلا |
| ----------- | ---------------------------------- | ------------------ | -------------------- |
|             | وكالة ضمان الاستثمار متعدد الأطراف | 27 سبتمبر 2002     | 9 مايو 1994          |
|             | منظمة الشرطة الجنائية الدولية      | ?                  | ?                    |
|             | منظمة حظر الأسلحة الكيميائية       | ?                  | ?                    |
|             | منظمة التجارة العالمية             | ?                  | ?                    |
|             | البنك الدولي للإنشاء والتعمير      | 28 يونيو 1974      | 30 ديسمبر 1946       |
|             | الأمم المتحدة                      | 15 ديسمبر 1976     | 15 نوفمبر 1945       |
|             | مؤسسة التمويل الدولية              | 28 يونيو 1974      | 28 ديسمبر 1956       |
|             | يونسكو                             | 3 أبريل 1981       | 25 نوفمبر 1946       |
|             | الاتحاد البريدي العالمي            | ?                  | ?                    |
|             | الاتحاد الدولي للاتصالات           | 7 أكتوبر 1988      | 13 أغسطس 1920        |

## وصلات خارجية
- موقع وزارة الخارجية الفنزويلية